# Carlo Leopoldo Lualdi
Carlo Leopoldo Lualdi (1910 – 1980) è stato un imprenditore e ingegnere italiano.
Conseguì il diploma all'Istituto Tecnico A. Malignani di Udine e si laureò in ingegneria all'Università di Friburgo, in Svizzera. Appassionato di aviazione aveva avuto modo di conoscere l'ingegner Corradino D'Ascanio, pioniere dello sviluppo delle aerodine ad ali rotanti in Italia. Grazie al suo spirito di osservazione, inventiva e di buone conoscenze tecniche nel 1952 intraprese lo studio e la costruzione di un suo elicottero.

## Biografia
Nel 1945 fonda la Lima (ora Lima Corporate), un'azienda che produce strumenti chirurgici acquisendo esperienza nella tecnologia legata agli acciai legati necessaria per la loro realizzazione.
Nel 1953, nel garage di casa, ad Anduins (PN), con la collaborazione del perito aeronautico Sergio Tassotti iniziò la costruzione del traliccio dell'elicottero E.S. 53 (la sigla stava per elicottero Sperimentale, 53 per l'anno di inizio lavori) in tubi Columbus, in acciaio al cromo molibdeno, dietro il sedile del pilota montò un motore usato recuperato da una motocicletta. La costruzione delle pale dell'elica, in legno, del rotore e di quella anticoppia, venne affidata ad un falegname locale. Data la complessità di una macchina di questo tipo, le difficoltà tecniche da affrontare furono parecchie e tutte difficili da superare. Le prove motore ed i sollevamenti del prototipo ancora privo di carenature vennero iniziati nel settembre 1953 e furono fatti ad Anduins. Nell'aprile 1954 l'E.S.53 venne esposto alla Fiera Internazionale di Milano, al Salone dal Volo Verticale suscitando grande interesse; ad agosto venne presentato alla Mostra Internazionale Aeronautica al Lido di Venezia. Di concezione estremamente semplice e razionale l'elicottero sperimentale E.S.53 suscitò vasto interesse. I suoi bassi costi di produzione e gestione ne facevano un mezzo alla portata anche dei privati. Sotto il profilo tecnico, lo stabilizzatore giroscopico, ideato e brevettato dall'ingegner Carlo Leopoldo Lualdi, semplice e allo stesso tempo geniale, faceva di questo mezzo una macchina all'avanguardia.

## Caratteristiche tecniche
Diametro rotore m 7.30, diametro elica di coda a passo variabile m 1.36, altezza m 2.60, lunghezza m 6.55, larghezza carrello m 2, velocità km/h 100/120, tangenza m 2.000, autonomia ore 2.25, circa km 250 con motore a media potenza, peso a vuoto kg 330, peso totale teorico massimo sollevabile kg 520, carrello telescopico quadriciclo, motore Continental da 85 CV. 

Il prototipo successivo, perfezionato, chiamato L-55 era caratterizzato dalla semplicità nel pilotaggio e nella rapidità di costruzione con benefici ricadute sui costi di produzione. Nel 1956, in vista di impegni economici più gravosi fondò l'Aer Lualdi & C. Spa. Il capitale della società era ripartito tra lo stesso Lualdi, l'imprenditore edile Arnaldo Bertuzzi di Roma e l'ingegnere elettronico Glauco Corbellini di Udine. Dopo un primo volo a Campoformido, al quale avevano assistito con il supporto tecnico del Maggiore Silvio De Giorgi, il conte Mario Agusta aveva fatto un'offerta per rilevare il prototipo, gli studi e l'intero programma di sviluppo dell'ES.53, offerta che era stata declinata. Nel 1957 L'Aer Lualdi & C. Spa prese parte alla Fiera Campionaria di Milano dove presentò l'elicottero triposto L-55 una macchina semplice, elegante che poteva essere definita un'utilitaria del cielo, montava uno stabilizzatore Hiller Rotormatic, ottimizzato da un sistema giroscopico originale ideato da Carlo Leopoldo Lualdi, il passo ciclico veniva comandato direttamente dal propulsore, il motore era installato a prua con una scatola di trasmissione a 90°. Tolto il cofano di prua, la manutenzione del motore veniva semplificata (cacciavite e chiave in quanto i bulloni erano unificati), l'impianto di raffreddamento forzato manteneva costantemente le testate a 170°, il rotore principale accoppiato ad un riduttore che ruotava su un cuscinetto sferico, l'elica anticoppia ed il relativo albero, montati su supporti di gomma, i gas di scarico del motore venivano convogliati, compressi ed accelerati in modo da ottenere una spinta di reazione aggiuntiva circa 50CV della potenza del motore. Questo sistema ausiliario era stato progettato e brevettato dall'ingegner Carlo Lualdi; questo prototipo volò per la prima volta nell'aprile del 1957 a Udine. 

Caratteristiche tecniche dell'Aer Lualdi L-55: diametro del rotore principale m 10, diametro del rotore di coda m 1.60, lunghezza m 11.80, lunghezza fusoliera m 7.55, altezza m 2.85, larghezza carrello m 2.40, peso a vuoto kg 600, carico utile kg 400, peso totale kg 1.000, velocità massima km/h 160, velocità di crociera al 75% della potenza del motore km/h 130, velocità ascensionale m/min 300, autonomia ore 3 (400 km), tangenza a punto fisso m 2.800, tangenza in volo di traslazione m 4.000. Il motore era Lycoming A1A da 180 CV a 4 cilindri orizzontali contrapposti con un sistema di raffreddamento ad aria ideato dall'ingegner Lualdi.
L'elicottero finale di questa lunga ricerca fu l'L-59, che per primo utilizzava l'elica anticoppia di coda in vetroresina. Era un elicottero quadriposto di belle linee aerodinamiche, la cabina confortevole con ampia visibilità in tutte le direzioni, compresa quella inusuale posteriore. Venne montato un motore Continental Io/470D a sei cilindri contrapposti, raffreddato ad aria, da 260 CV. Nel corso delle prove venne vincolato a terra e superò senza problemi un test di durata di quattro giorni con il motore al massimo dei giri. Quando arrivò la commissione americana Federal Aviation Agency (FAA), oltre a certificare l'Aer Lualdi L-59, riscontrò che questo piccolo elicottero italiano era esente da vibrazioni, aveva delle ottime prestazioni e poteva trasportare 287 kg in più rispetto al più quotato e famoso Bell47 che costava allora 36 milioni, due milioni in più del doppio del prezzo dell'elicottero italiano. Aer Lualdi partecipò alla gara per la fornitura di due prototipi e di una preserie di venti elicotteri per l'Esercito Italiano, il Ministero della Difesa informò la ditta che avrebbe acquistato un prototipo dell'L-59 a scopo sperimentale. 

Nel 1961 L-59 venne presentato al Salone internazionale dell'aeronautica e dello spazio di Parigi-Le Bourget, durante il salone si disputò la prima competizione tra elicotteri L-59 si piazzò terzo su ben 18 concorrenti. Il 25 giugno 1962 il prototipo I-GOGO dell'L-59 venne presentato a terra ed in volo a Fiumicino davanti ad autorità civili, militari e ad un folto pubblico. Come per incanto tutto sfumò, nessuno ne parlò più, priva di ogni sbocco commerciale l'Aer Lualdi fu costretta a chiudere. 

Caratteristiche tecniche dell'aer Lualdi L-59:diametro rotore principale m 10.20, diametro rotore di coda m 1.73, lunghezza m 11.80, altezza m 2.85, larghezza del carrello m 2.40, peso a vuoto kg 770, carico utile (pilota, 3 passeggeri, carburante, olio, radio e bagagli) kg 450, peso totale kg 1.220, velocità max km/h 160, velocità di crociera al 75% della potenza del motore, km/h 130, velocità ascensionale m/s.5, tangenza stazionaria in effetto suolo m 2.300, tangenza stazionaria in effetto suolo m 2.300, tangenza in volo di traslazione m 4.300, autonomia ore 3, motore Continental Io/470-D da 260 CV. 

Un prototipo dell'Aer Lualdi L-59 è stato restaurato e si trova presso il "Parco del Volo" di Campoformido (Ud) gestito dell'associazione Far East.